# 812
| 812                |
| ------------------ |
| Dødsfald - Fødsler |
|                    |

| Gregoriansk kalender | 812 DCCCXII             |
| Ab urbe condita      | 1565                    |
| Armensk kalender     | 261 ԹՎ ՄԿԱ              |
| Kinesiske kalender   | 3508 – 3509 辛卯 – 壬辰 |
| Etiopisk kalender    | 804 – 805               |
| Jødisk kalender      | 4572 – 4573             |
| Hindukalendere       |                         |
| - Vikram Samvat      | 867 – 868               |
| - Shaka Samvat       | 734 – 735               |
| - Kali Yuga          | 3913 – 3914             |
| Iransk kalender      | 190 – 191               |
| Islamisk kalender    | 196 – 197               |

Se også 812 (tal)

## Begivenheder
- Fem personer nåede at være eller hævde at være dansk (danernes) konge dette år: Hemming, Sigurd, Anulo, Harald og Reginfred.

## Født
- Donald 1. af Skotland

## Dødsfald
- 11. januar – Staurakios, byzantinsk kejser i 811
- Hemming, dansk konge
- Sigurd, dansk konge eller tronprætendent
- Anulo, dansk konge

| År | Spire Denne artikel om et år, årti, århundrede eller årtusinde er en spire som bør udbygges. Du er velkommen til at hjælpe Wikipedia ved at udvide den. |